# Amadeus III van Montfaucon
Amadeus III van Montfaucon (overleden op 15 januari 1280) was van 1227 tot aan zijn dood heer van Montfaucon.

## Levensloop
Amadeus III was de tweede zoon van heer Richard III van Montfaucon en diens echtgenote Agnes, dochter van graaf Stefanus III van Auxonne. In 1227 volgde hij zijn vader op als heer van Montfaucon.
De dood van hertog Berthold V van Zähringen in 1218 liet Amadeus de vrije baan om zijn domeinen uit te breiden met de hulp van graaf Jan I van Chalon. Nadat hij zijn vader opgevolgd was als heer van Montfaucon, breidde Amadeus de grenzen van zijn bossen uit, vooral die van Echallens. In dezelfde periode ontstond er een conflict tussen Amadeus en graaf Peter II van Savoye over de rechten op de stad Yverdon. Peter II liet de stad omgorden met een gefortificeerde wal om zo te verhinderen dat Amadeus zijn claim op Yverdon kon realiseren, hoewel hij in de stad verschillende bruggen, molens, vijvers en het havenmeer had laten herstellen. Om oorlog te vermijden, besloot hij in 1260 zijn rechten op Yverdon aan Peter te verkopen en dwong Amadeus zijn vazallen om Peter te huldigen.
In 1255 kreeg Amadeus het deel van de stad Orbe toegewezen dat in handen was van Hugo III van Chalon. Vanaf dan was de stad Orbe volledig in handen van het huis Montfaucon. Amadeus liet Orbe, dat voorheen een open stad was die uit verschillende wijken bestond, vervolgens omwallen. Tussen 1255 en 1266 wist hij ook de suzereiniteit te verwerven over de heerlijkheden Neuchâtel-Urtière, Saint-Hippolyte, Châtillon-près-Maîche, Vuillafans-le-Neuf en Passavant. Bovendien kon hij zijn heerschappij over de heerlijkheid Echallens vergroten door de omwalling van het plaatselijke kasteel uit te breiden en molens en nederzettingen te construeren. 
Amadeus III van Montfaucon stierf in 1280.

## Huwelijk en nakomelingen
In 1247 huwde Amadeus met Mathilde (overleden in 1275/1276), dochter van graaf Simon III van Saarbrücken en weduwe van heer Simon van Commercy. Ze kregen volgende kinderen:
- Jan I (overleden in 1306), heer van Montfaucon
- Wouter II (overleden in 1309), heer van Montfaucon
- Agnes (overleden in 1278), huwde met graaf Aymon II van Genève

Voor zijn huwelijk kreeg Amadeus een onwettige zoon Bartholomeus, die in 1230 stierf.